# Lockheed PV-2 Harpoon
Lockheed-Vega PV-2 Harpoon byl námořní hlídkový, průzkumný a bombardovací letoun, používaný v samém závěru druhé světové války leteckými jednotkami US Navy. Typ vznikl na základě vcelku dobrých zkušeností z nasazení letounů PV-1 Ventura, kdy při využití obdobné výrobní technologie byl v pobočném závodě Lockheed Vega zkonstruován a vyráběn prakticky zcela nový stroj.
Po válce se řada nyní již přebytečných strojů dostala do výzbroje dalších letectev, mj. Francie, Itálie, Peru, Portugalska či Japonska.

## Vývoj
Americké námořnictvo používalo pro protiponorkové hlídkování, vedle létajících člunů Consolidated PBY Catalina a Martin PBM Mariner, či čtyřmotorových pozemních letounů Consolidated PB4Y a PB4Y-2 Privateer (námořní verze bombardéru B-24 Liberator), také stroje Lockheed (resp. Lockheed-Vega) PV-1 Ventura. Šlo úpravu typu, který původně vznikl na základě objednávky britského RAF na konstrukci dvoumotorového bombardéru, vycházejícího z draku civilního dopravního letounu Lockheed Lodestar. Typ PV-1 se sice u USN poměrně osvědčil, stejně jako i u britského RAF (resp. u jeho pobřežního velitelství — Coastal Command), ale vykazoval některé nectnosti. Hlavními nedostatky byla, zejména při maximální vzletové hmotnosti, horší ovladatelnost, stejně tomu bylo také při letu s jedním nepracujícím motorem. To, spolu s prvními provozními zkušenostmi, vedlo k zadání konstrukce nového letounu, objednávka byla podepsána 30. června 1943. Konstrukce vznikala v pobočném závodě Vega, kde ostatně byla postavena valná většina Ventur. Práce vedl John B. „Jack“ Wassal (pod jeho vedením se také již pracovalo na konstrukci zcela nového námořního hlídkového stroje, pozdějšího Lockheed P2V Neptune, ovšem práce na „zvětšené Ventuře“ byly přednější; výsledkem bylo, že prototyp stroje XP2V-1 poprvé vzlétl 3. prosince 1943. Nový stroj, ačkoliv šlo o zcela novou konstrukci, pouze tvarově navazující na Venturu, byl označen jako PV-2, tedy byl „vtěsnán“ mezi dvě námořní verze Ventury (Lockheed PV-1 a PV-3), ovšem dostal nové bojové jméno, Harpoon.

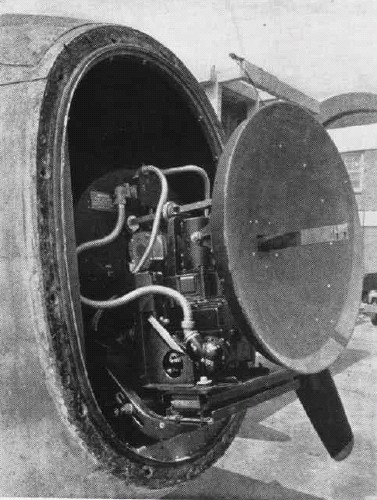
Radar v přídi letounu PV-2 Harpoon, 1946

Konstrukce trupu, vyjma strukturálního zesílení a zvětšení pumovnice, těsně navazovala na Venturu. Ovšem křídlo i ocasní plochy byly zkonstruovány zcela nové, výrazně zvětšené. Díky tomu, i přes o 907 kg zvýšenou maximální vzletovou hmotnost (oproti PV-1), měl nový stroj lepší letové vlastnosti a byl mnohem lépe ovladatelný, a to i v režimech, které byly u Ventury jen těžko zvladatelné. Na druhé straně ovšem zvětšený drak při použití stejných pohonných jednotek jako u PV-1, tedy motorů P & W R-2800-31 s maximálním výkonem 2000 hp, znamenal pokles výkonů, zejména maximální rychlosti (starší, ovšem rychlejší, PV-1 Ventura se v Pacifiku dokázala ubránit nepřátelským stíhacím letounům i osamocená). Jinak nový stroj, již od počátku konstruovaný podle specifických požadavků, byl lépe přizpůsoben potřebám námořního průzkumu (a také lépe vyhovující požadavkům letectva US Navy). Stroje také byly dobře vyzbrojené, zejména byla posílena hlavňová výzbroj v přídi (měl instalovanou baterii pěti pevných kulometů ráže 12,7 mm, které sloužily při útocích na nepřátelská plavidla). Navíc byla zvětšena i zásoba paliva, takže asi o 30% vzrostl bojový dolet (ovšem nejednalo se o změnu nějak závažnou — oblasti mimo akční rádius Ventury i Harpoonu pokrývaly čtyřmotorové letouny Privateer).
Výroba v původním závodě Vega (v té době ovšem již plně administrativně zařazeného do firmy Lockheed, jako závod A-1) v březnu 1944 postupně navázala na výrobu Ventury, jejíž výroba byla ukončena. Prvních 30 strojů z původní zakázky na 500 kusů PV-2 byla dodána jako cvičné PV-2C.
Z další zakázky na 100 kusů PV-2D, které v přídi nesly znovu zesílenou hlavňovou výzbroj (nyní na osm velkorážových kulometů) bylo dokončeno již jen 35 letounů — zbytek zakázky byl s koncem války zrušen.
Po válce sloužily Harpoony do roku 1948 u záložních útvarů letectva US Navy, mnohé byly upraveny na cvičné PV-2T.

## Specifikace (PV-2 Harpoon)

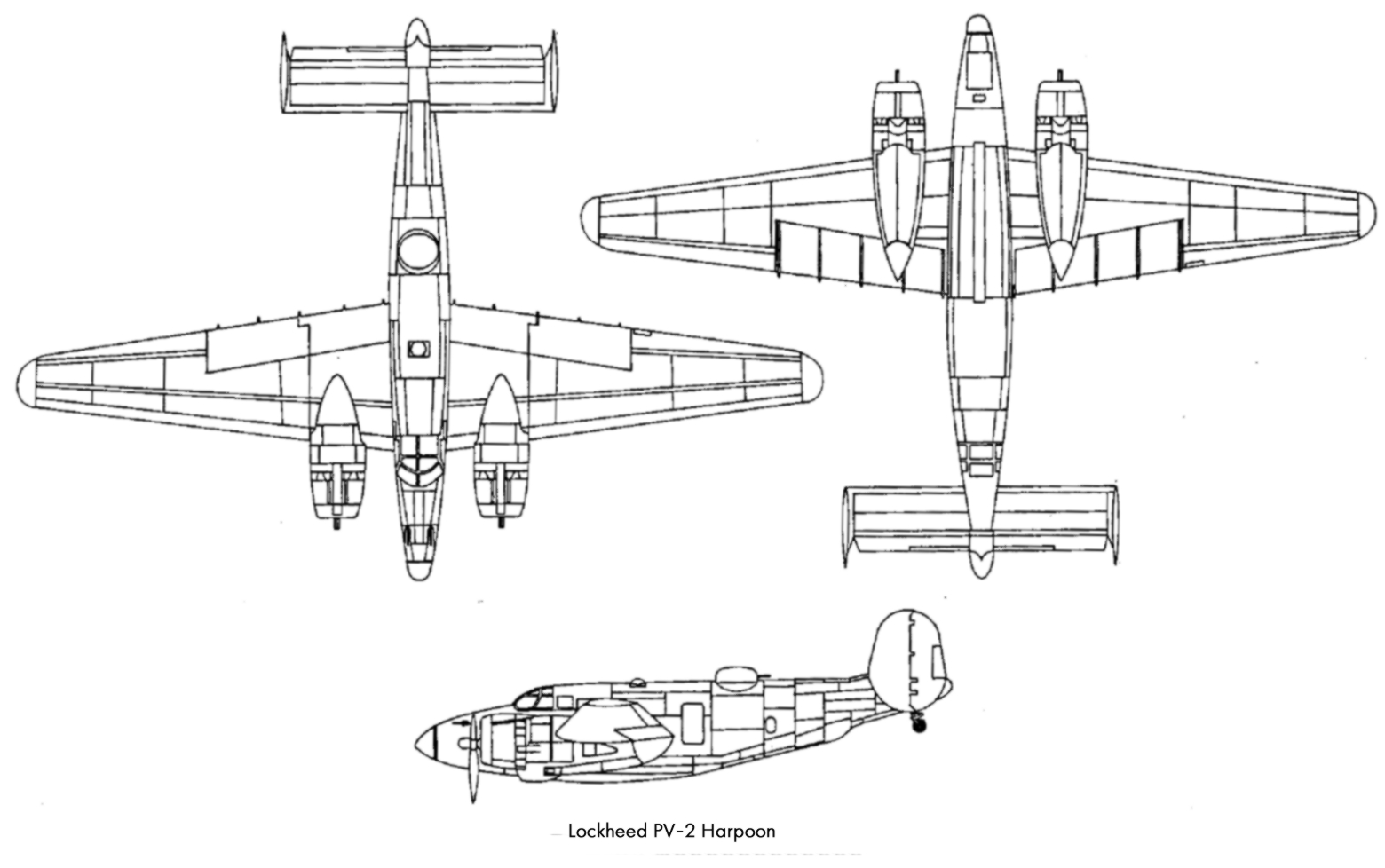
Nákres PV-2 Harpoon

### Technické údaje
- Osádka: 5-6 mužů
- Rozpětí: 22,860 m
- Délka: 15,875 m
- Výška: 4,039 m
- Nosná plocha: 63,73 m²
- Hmotnost prázdného letounu: 9538 kg
- Vzletová hmotnost: 15 272 kg
- Max. vzletová hmotnost: 16 329 kg
- Pohonná jednotka: 2 × vzduchem chlazený dvouhvězdicový osmnáctiválec R-2800-31
  - Výkon pohonné jednotky: 2 × 2000 hp (1491,4 kW)

### Výkony
- Maximální rychlost: 454 km/h ve výšce 4176 m
- Cestovní rychlost: 275 km/h
- Dostup: 7285 m
- Dolet: 2881 km
- Maximální dolet (předávací): 4715 km

### Výzbroj
- 5 × kulomet M2 ráže 12,7 mm v přídi
- 2 × kulomet M2 ráže 12,7 mm v motoricky ovládané hřbetní střelecké věži
- 1-2 × kulomet Browning ráže 7,62 mm (popř. 12,7 mm) ve střelišti pod trupem
- Pumový náklad do hmotnosti 1814 kg (4000 liber)